# مادلين هاينيمان بيرغر
مادلين هاينيمان بيرغر (بالإنجليزية: Madeline Heineman Berger)‏ هي معلمة موسيقى أمريكية، ولدت في 1882، وتوفيت في 1943.